# Associazione mondiale guide ed esploratrici
L'Associazione mondiale guide ed esploratrici, in acronimo WAGGGS, è l'associazione mondiale che si occupa del supporto e dello sviluppo del guidismo. È il corrispondente femminile dell'Organizzazione mondiale del movimento scout.
Il suo nome nelle sue lingue ufficiali è:
| (EN) | WAGGGS | World Association of Girl Guides and Girl Scouts   |
| (FR) | AMGE   | Association mondiale des guides et des éclaireuses |
| (ES) | AMGS   | Asociación Mundial de Guías Scouts                 |

## Storia
Il guidismo nasce un anno dopo lo scautismo, e cioè nel 1909 durante un raduno di scout a Crystal Palace. In quella occasione alcune ragazze desiderose di partecipare allo scautismo, e che avevano già cominciato un'attività propria, spinsero il fondatore del movimento Robert Baden-Powell, in un momento storico in cui la parità tra i sessi era ancora lontana, a porsi il problema di come far vivere un'esperienza scout anche alle ragazze. Al problema si interessò particolarmente sua sorella Agnes che, nel 1910 adattò il sistema educativo scout alle ragazze. Le ragazze presero il nome di guide.
In quello stesso anno Baden-Powell incontrò la sua futura moglie Olave, che sarà poi, a partire dal 1918 e fino alla sua morte, la principale promotrice del movimento.
Dal 1910 al 1912, prima ancora che venisse formalizzata la nascita di un'associazione ad hoc per le guide, già gruppi di ragazze cominciavano in varie parti del mondo la loro attività. Lo scoppio della prima guerra mondiale spinse molti gruppi di guide ad impegnarsi volontariamente nello sforzo bellico dei rispettivi paesi. Nel 1919 Olave Baden-Powell formò ufficialmente il Consiglio internazionale che nel 1928 assunse il nome definitivo di WAGGGS/AMGE/AMGS. Nel 1930 i paesi che potevano contare gruppi o associazioni di guide erano già una quindicina.
Alcune associazioni (principalmente le Girl Scouts of USA) preferirono utilizzare il termine Girl Scout, ecco perché l'associazione mondiale nel proprio nome mantiene entrambe le espressioni.
Nel 1939 si tenne in Ungheria, a Pax Ting, il primo campo internazionale delle guide, analogo al Jamboree degli scout.

## Struttura
L'associazione mondiale è guidata da un ufficio internazionale composto da 17 membri appartenenti ad associazioni scout di tutto il mondo. I componenti dell'ufficio internazionale vengono eletti dai rappresentanti di tutte le organizzazioni nazionali aderenti durante la Conferenza mondiale. Cinque membri dell'ufficio internazionale vengono invece eletti dalle conferenze regionali. L'incarico ha la durata di sei anni.